# Чемпионат мира по современному пятиборью среди женщин 1997
XVII Чемпионат мира по современному пятиборью среди женщин 1997 проводился в Софии, столице Болгарии. Одновременно проходил XXIX Чемпионат мира среди мужчин.
Рекордное количество участников — 180 из 39 стран мира съехалось на стартовавший в Болгарии чемпионат мира.
В Софию приехали недавно ставшая чемпионкой Европы представительница Великобритании Кэйт Алленби, побеждавшие на многих крупных турнирах Жанна Долгачева-Шубенок из Белоруссии, Клаудиа Керутти из Италии, Эдита Малошиг из Польши.
Сборную России на чемпионате мира представляли: чемпионка мира и обладательница Кубка мира россиянка Елизавета Суворова, Ольга Мухортова, Татьяна Муратова и Ирина Матвеева. Старший тренер команды - Хапланов, Алексей Олегович.

## Лично-командное первенство
На старт вышли 47 пятиборок. По итогам полуфинального турнира, в котором спортсменки соревновались в четырёх видах (отсутствует верховая езда), среди 32 финалисток оказались все три россиянки - Суворова, Татьяна Муратова и Ольга Мухортова, что позволило им побороться за награды командного первенства. Кроме российской сборной, это право получили ещё лишь четыре команды.
Вплоть до финального вида пятиборья, легкоатлетического кросса, лидировала Люция Гроликова из Чехии, но в беге Суворова опередила её более чем на минуту.
В командном первенстве сборная России осталась на втором месте, пропустив вперед соперниц из Италии.
| Дисциплина           | Золото                                                         | Серебро                                                          | Бронза                                                              |
| Индивидуальный зачёт | Россия · Елизавета Суворова                                    | Италия · Fabiana Fares                                           | Чехия · Люся Гролихова                                              |
| Командный зачёт      | Италия · Fabiana Fares · Antonietta Giongo · Федерика Foghetti | Россия · Татьяна Муратова · Ольга Мухортова · Елизавета Суворова | Чехия · Калиновска Александра · Ольга Воженилькова · Люся Гролихова |

- Личное первенство. София. 31 июля. Женщины.

1. Елизавета Суворова (Россия) - 5240.
2. Фабиана Фарез (Италия) - 5083.
3. Люция Гроликова (Чехия) - 5061.
4. Жанна Долгачева-Шубенок (Белоруссия) - 5049.
5. Паулина Бенеш (Польша) - 5020.
6. Федерика Фогетти (Италия) - 4959.

- Командный зачёт.

1. Италия (Фарез, Фогетти, Антониетта Джонго) - 14968.
2. Россия (Суворова, Татьяна Муратова, Ольга Мухортова) - 14787.
3. Чехия - 14591.
4. Польша - 14474.
5. Венгрия - 13254.

## Эстафета
Чемпионат мира по современному пятиборью. София. 2 августа. Женщины. Эстафета.
В эстафете тренерский совет решил поберечь Е. Суворову для выступления в Кубке мира и выставили совершенно другой состав. Когда же стало ясно, что эстафета не заладилась, команда России снялась с турнира.
| Дисциплина | Золото                                                            | Серебро                                                | Бронза                                                    |
| Эстафета   | Италия · Antonietta Giongo · Федерика Foghetti · Emanuela Gabella | Польша · Полина Boenisz · Анна Сулима · Małoszyc Edyta | Великобритания · Юлия Аллен · Кейт Алленби · Кейт Хьюстон |

- Результаты.

1. Италия - 4885.
2. Польша — 4825.
3. Великобритания — 4765.
4. Чехия — 4699.
5. Венгрия — 4676.
6. Германия — 4442.
7. Россия (Ольга Мухортова, Ольга Воронович, Виктория Заборова) 2710.